# Atletismo nos Jogos Mundiais Militares de 2011 - Salto em distância masculino
A prova de salto em distância masculino nos Jogos Mundiais Militares de 2011 foi realizada nos dias 20 e 22 de julho no Estádio Olímpico João Havelange.

## Medalhistas
| Ouro   | CHN Yu Zhenwei      |
| Prata  | CHN Zhang Xiaoyi    |
| Bronze | VEN Victor Castillo |

## Fase de qualificação

### Grupo A
| Pos. | Atleta                     | 1    | 2    | 3    | Marca | Notas                |
| ---- | -------------------------- | ---- | ---- | ---- | ----- | -------------------- |
| 1    | UKR Andrii Makarchev       | x    | 7,72 |      | 7,72  | Q                    |
| 2    | CHN Zhang Xiaoyi           | 7,45 | 7,61 |      | 7,61  | Q                    |
| 3    | KSA Hussain Alsaba         | 7,44 | 7,36 | 7,53 | 7,53  | q                    |
| 4    | VEN Victor Castillo        | 7,51 | -    | -    | 7,51  | q                    |
| 5    | FRA Nicolas Gomont         | 7,37 | 7,36 | 7,48 | 7,48  | q                    |
| 6    | ITA Stefano Decastello     | 7,37 | 7,41 | 7,03 | 7,41  | q                    |
| 7    | SUI Yves Zellweger         | 6,86 | 6,80 | 6,98 | 6,98  |                      |
| 8    | COL Wiston Palacios        | x    | 6,74 | x    | 6,74  |                      |
| 9    | KUW Husein Alyouha Alyouha | 6,65 | 6,69 | 6,63 | 6,69  |                      |
| 10   | SUR Angelo Mercuur         | 6,65 | x    | 6,43 | 6,65  | Recorde da temporada |
| 11   | IRI Ignacio Elissalde      | 6,44 | 6,62 | 6,42 | 6,62  |                      |
| 12   | CMR Ndoumbe Elvis          | 6,55 | 6,57 | 6,26 | 6,57  |                      |
| 13   | SRB Bojovic Miroslav       | x    | 6,34 | 6,20 | 6,34  |                      |
| 14   | ALG Hussain Alblooshi      | 6,16 | 5,88 | -    | 6,16  |                      |
| —    | BRA Jadel Gregório         | —    | —    | —    | DNS   |                      |

### Grupo B
| Pos. | Atleta                        | 1    | 2    | 3    | Marca | Notas                |
| ---- | ----------------------------- | ---- | ---- | ---- | ----- | -------------------- |
| 1    | KOR Kim Su-Sang               | 7,66 |      |      | 7,66  | Q                    |
| 2    | CHN Yu Zhenwei                | 7,62 |      |      | 7,62  | Q                    |
| 3    | SUI Julien Fivaz              | 7,50 | x    | 7,40 | 7,50  | q                    |
| 4    | BRA Rogério Bispo             | 7,18 | 7,43 | 7,39 | 7,43  | q                    |
| 5    | ALG Issam Nima                | x    | x    | 7,28 | 7,28  | q                    |
| 6    | UKR Dmytro Tyden              | 7,18 | 7,19 | -    | 7,19  | q                    |
| 7    | IND Rajpal Singh              | 7,07 | 7,13 | x    | 7,13  |                      |
| 8    | ITA Stefano Tremigliozzi      | 6,92 | x    | 7,09 | 7,09  |                      |
| 9    | VEN Esteban Copla             | 6,60 | 7,09 | x    | 7,09  |                      |
| 10   | COL Deiner Jesus Griego Pérez | 6,78 | x    | x    | 6,78  |                      |
| 11   | SUR Deon Boldewijn            | 5,25 | 6,76 | 6,40 | 6,76  | Recorde da temporada |
| 12   | MAR Bazzine Hassan            | x    | x    | 6,68 | 6,68  |                      |
| 13   | SRB Moosan Albalooshi         | x    | 6.52 | x    | 6,52  |                      |
| 14   | MKD Dragan Petrović           | -    | 5,53 | x    | 5,53  |                      |
| —    | JOR Khalil Al-Hanahneh        | x    | x    | x    | NM    |                      |

## Final
| Pos.              | Atleta                 | 1    | 2    | 3    | 4    | 5    | 6    | Marca | Notas                |
| ----------------- | ---------------------- | ---- | ---- | ---- | ---- | ---- | ---- | ----- | -------------------- |
| Medalha de ouro   | CHN Yu Zhenwei         | x    | 7,86 | x    | 8,05 | x    | 8,02 | 8,05  | Recorde da temporada |
| Medalha de prata  | CHN Zhang Xiaoyi       | x    | 7,68 | 7,63 | x    | 7,90 | 7,76 | 7,90  |                      |
| Medalha de bronze | VEN Victor Castillo    | 7,37 | 7,39 | 7,55 | 7,45 | 7.81 | x    | 7,81  | Recorde da temporada |
| 4                 | KOR Kim Su-Sang        | x    | 7,63 | 7,48 | 7,49 | x    | 7,76 | 7,76  |                      |
| 5                 | KSA Hussain Alsaba     | 7,66 | x    | 7,72 | -    | -    | 4,64 | 7,72  |                      |
| 6                 | UKR Andrii Makarchev   | x    | 7,66 | 7,70 | x    | x    | x    | 7,70  |                      |
| 7                 | BRA Rogério Bispo      | x    | 7,56 | 7,46 | 7.57 | x    | 7,52 | 7,57  | Recorde da temporada |
| 8                 | FRA Nicolas Gomont     | 7,37 | 7,50 | 7,42 | 7,34 | x    | 7,57 | 7,57  | Recorde da temporada |
| 9                 | SUI Julien Fivaz       | 7,43 | 7,44 | 7,37 |      |      |      | 7,44  |                      |
| 10                | ITA Stefano Decastello | x    | 7,35 | 7,11 |      |      |      | 7,35  |                      |
| 11                | UKR Dmytro Tyden       | 7,21 | x    | 7,28 |      |      |      | 7,28  | Recorde da temporada |
| 12                | ALG Issam Nima         | 7,27 | 7,13 | -    |      |      |      | 7,27  |                      |

Legenda
| Recorde mundial      | Recorde mundial (World record)               |                       | Recorde africano                      | Recorde africano (African) |                                           | Q | Classificado por posição (Qualified) |
| Recorde militar      | Recorde dos Jogos Mundiais Militares         | Recorde da América    | Recorde da América (Americas)         | q                          | Classificado por melhor tempo (Qualified) |   |                                      |
| Melhor marca do ano  | Melhor marca do ano (World leading)          | Recorde asiático      | Recorde asiático (Asian)              | DNS                        | Não largou (Did not start)                |   |                                      |
| Recorde nacional     | Recorde nacional (National record)           | Recorde europeu       | Recorde europeu (European)            | DNF                        | Não terminou (Did not finish)             |   |                                      |
| Recorde pessoal      | Recorde pessoal do atleta (Personal best)    | Recorde da Oceania    | Recorde da Oceania (Oceania)          | DSQ / DQ                   | Desclassificado (Disqualified)            |   |                                      |
| Recorde da temporada | Recorde da temporada do atleta (Season best) | Recorde sul-americano | Recorde sul-americano (South America) | NM                         | Sem marca (No mark)                       |   |                                      |